# Sottosegretario di Stato al ministero dell'Economia e delle Finanze
Incarico presso il ministero dell'Economia e delle Finanze